# Zygophyllum pamiricum
Zygophyllum pamiricum är en pockenholtsväxtart som beskrevs av V.I. Grubov. Zygophyllum pamiricum ingår i släktet Zygophyllum och familjen pockenholtsväxter. Inga underarter finns listade i Catalogue of Life.